# Amonijum tiocijanat
Amonijum tiocijanat je neorgansko jedinjenje sa formulom . On je so amonijum katjona i tiocijanatnog anjona.

## Priprema
Amonijum tiocijanat se može formirati reakcijom ugljen disulfida sa vodenim amonijakom. Amonijum ditiokarbamat se formira kao intermedijar. Nakon zagrevanja on se razlaže do amonijum tiocijanata i vodonik sulfida:

## Reakcije
Amonijum tiocijanat je stabilan na vazduhu; međutim nakon zagrevanja on se izomerizuje so tioureje: